# Heinrich Jochem
Heinrich Jochem (* 21. Februar 1898 in Klein Schardau, Kreis Stuhm; † 21. Mai 1978) war ein deutscher Gewerkschafter und sozialdemokratischer Politiker.

## Leben und Wirken
Jochem war Bergmann und trat 1919 in die freie Bergarbeitergewerkschaft und die SPD ein. Später war er hauptamtlicher Gewerkschaftssekretär in Oberhausen.
Nach dem Zweiten Weltkrieg war er von 1946 bis 1952 zweiter Vorsitzender des SPD Bezirks Niederrhein. Außerdem war Jochem von 1947 bis 1952 Mitglied im Hauptvorstand der IG Bergbau und Energie. In Oberhausen war Jochem von 1946 bis 1956 Fraktionsvorsitzender der SPD im Stadtrat. In den Jahren 1946 und 1947 war er Mitglied des ernannten Landtages von Nordrhein-Westfalen und anschließend bis 1966 gewählter Landtagsabgeordneter.
Nach Jochem ist ein Platz in Oberhausen benannt.